# Karl Willy Wagner
Karl Willy Wagner (* 22. Februar 1883 in Friedrichsdorf, Taunus; † 4. September 1953 ebenda) war ein deutscher Nachrichtentechniker und neben George Ashley Campbell Mitbegründer der Theorie der elektrischen Filter.

## Leben
Wagner war der Sohn von Georg Wilhelm Wagner und Emilie Zeline, geborene Gauterin. Die Mutter war eine traditionsbewusste Hugenottin, deren 1690 aus der Champagne eingewanderte Familie zu den Gründern Friedrichsdorfs zählte.
Nach der Realschule bildete sein Onkel Gustav Gauterin ihn in seiner Mechanikerwerkstatt in der Bahnstraße aus. Daraufhin begann er im April 1900 am Technikum Bingen das Studium der Elektrotechnik und legte 1902 seine Ingenieurprüfung ab. Während seiner Studienjahre in Bingen am Rhein trat er dem Technischen Sängerkreis Loreley, der heutigen Landsmannschaft Rheno-Teutonia bei, mit welcher er bis zu seinem Tode stets verbunden blieb. Anschließend übernahm er eine Lehrtätigkeit am Technikum in Bad Frankenhausen (Thüringen). 1903 veröffentlichte er einen Beitrag zur Theorie elektrischer Schwingungen. Von 1904 bis 1908 arbeitete er als Forschungsingenieur im Hochspannungslaboratorium bei den Berliner Siemens-Schuckertwerken.
Zum 1. April 1909 erhielt er auf Empfehlung seines Doktorvaters eine Anstellung als „kommissarischer“ Telegrapheningenieur im Kaiserlichen Telegraphen-Versuchsamt in Berlin. Beauftragt wurde er hier mit der Verbesserung des damals noch immer verwendeten Bell-Fernsprechers, um über größere Entfernungen telefonieren zu können. Er arbeitete unter anderem auf den Gebieten Ausbreitung elektrischer Ströme in langen Kabeln (Wanderwellen) und dielektrische Nachwirkung. Sein Aufsatz Verlauf telegraphischer Zeichen in langen Kabeln gefiel dem Leiter des Reichspostamtes Karl Strecker, der beim Aufbau des transozeanischen Netzes von Telegraphenkabeln beteiligt war, so gut, dass er ihn anheuerte. Mit dem Kabelleger-Dampfer Stephan der Norddeutschen Seekabelwerke stach er in See, um Kabel zwischen Westafrika und Brasilien zu verlegen.
Zwischenzeitlich promovierte er 1910 an der Universität Göttingen zum Dr. phil. mit der Dissertation Der Lichtbogen als Wechselstromerzeuger und habilitierte sich 1912 an der Technischen Hochschule Berlin, wo er zunächst Privatdozent wurde.
1913 (oder Herbst 1912) wurde er zum Professor und Mitglied der Physikalisch-Technischen Reichsanstalt berufen. Er war mit der Leitung der elektrotechnischen Laboratorien betraut und forschte hier auf den Gebieten von Wanderwellen und der Theorie der Kettenleiter, was ihn 1915 zur Erfindung der Siebkette führte.
Im Ersten Weltkrieg arbeitete er an der Verbesserung der drahtlosen Stationen für Flieger und U-Boote und entwickelte für das Heer ein Verfahren zur Geheimtelefonie. 1917/18 war er Mitarbeiter bei Telefunken.
Im Dezember 1918 trat er wieder in den Dienst der Reichspost und wurde Direktor des Telegraphen-Versuchsamtes. Er unternahm nun Versuche zur Mehrfachtelefonie und führte bei der Deutschen Post das Trägerfrequenzverfahren ein. Dieses Verfahren unterstützte den Wiederaufbau des während des Ersten Weltkriegs zusammengebrochenen Fernverkehrs. Mit dem Organisieren von Forschungen erlangte Wagner eine ebenso große Bekanntheit wie mit seinen experimentellen Forschungen auf dem Gebiet der Funktechnik.
Nach Streckers Pensionierung war er von 1923 bis 1927 Präsident des Nachfolgeinstituts, des Telegraphen-Technischen Reichsamts.
1924 gründete er die Zeitschrift Elektrische Nachrichtentechnik.
An der TH Berlin, an der er gleichzeitig lehrte, wurde er 1925 zum Honorarprofessor berufen. Im Oktober 1926 verfasste er eine (heute verschollene) Denkschrift zur Schaffung eines Instituts zur Erforschung elektrischer und akustischer Schwingungen. Im August 1927 wurde er Stiftungsprofessor für allgemeine Schwingungslehre an der TH Berlin und mit der Gründung des Instituts für Schwingungsforschung betraut, das am 7. März 1930 unter dem Namen Heinrich-Hertz-Institut (HHI, Franklinstraße 1) eingeweiht wurde. Als dessen Direktor arbeitete er an der Analyse von Geräuschen und Lärm, Nachbildung von Vokalen, Ionosphäre etc.
Als er im Frühjahr 1933 intensiv Formanten untersuchte, waren Winston E. Kock und Oskar Vierling sein Assistenten.
Drei Jahre nach der Machtergreifung durch die Nationalsozialisten brach seine Karriere jäh ab. Da er sich weigerte, jüdische Mitarbeiter zu entlassen, wurde er 1936 seiner Ämter enthoben und als Institutsdirektor abgesetzt.
Der Physiker und Mathematiker Alfred Thoma, der von 1934 bis 1936 Assistent von Karl Willy Wagner und später Mitherausgeber der Zeitschrift Archiv der Elektrischen Übertragung war, schilderte die näheren Umstände der Entlassung durch die Nationalsozialisten in seiner Autobiographie. Da er sich bei dem von den Nationalsozialisten inszenierten Tribunal im Audimax des Heinrich-Hertz-Institutes als einziger der Anwesenden für Wagner einsetzte, wurde auch er sofort von den Nationalsozialisten entlassen. Beide verband bis zum Lebensende eine enge Freundschaft.
Wagner arbeitete anschließend als Privatlehrer in Thüringen.
Von 1943 bis 1945 war er als Berater in wissenschaftlichen Fragen bei der Amtsgruppe Forschungen, Erfindungen und Patente im Oberkommando der Kriegsmarine tätig.
Nach dem Zusammenbruch wurde er im Jahre 1945 von der US-Militärregierung als Vorsitzender für einen Planungsausschuss berufen mit der Aufgabe, den Wiederaufbau des Post- und Fernmeldewesens in der damaligen Bizone zu bilden. Nach Abschluss dieser Arbeit widmete er sich wieder ganz seiner wissenschaftlichen Tätigkeit.
Seit 1937 hatte er sich in Friedrichsdorf vehement, aber zunächst erfolglos, für die Einrichtung einer Gedenkstätte im ehemaligen Wohnhaus von Philipp Reis eingesetzt. Erst als 1951 der Abriss bevorstand, konnte er neben vielen Friedrichsdorfern auch den Physikalischen Verein und die Oberpostdirektion Frankfurt für seine Idee gewinnen. Am 27. Oktober 1952 wurde die Gedenkstätte eröffnet, die inzwischen im städtischen Museum aufgegangen ist.
Nach dem Tod seiner Schwester Ella, Witwe des Bäckers Ludwig Schmitt, erbte er in Friedrichsdorf das Haus in der Hugenottenstraße 61, das er zusammen mit seiner Frau bezog. Hier engagierte er sich in verschiedenen Vereinen, vor allem im Deutschen Hugenotten-Verein, und übernahm den Vorsitz im Verkehrsverein.
1949 erschien eine Vortragssammlung unter dem Titel Bau und Entstehung des Weltalls. Im gleichen Jahr übernahm er das Amt des Präsidenten der Akademie der Wissenschaften und Literatur. 1951 wurde er zum Honorarprofessor der Universität Mainz ernannt.
Ferner war er Mitglied der Deutschen Akademie der Wissenschaften zu Berlin, Ehrendoktor der Universität Stockholm und Mitglied der Königlichen Schwedischen Akademie der Ingenieurwissenschaften sowie Ehrenpräsident der Technischen Hochschule Darmstadt. 1953 wurde ihm das Große Bundesverdienstkreuz mit Stern verliehen. Am 3. September 1953 erlag er in den frühen Morgenstunden einem Herzinfarkt.

## Auszeichnungen
- 1919: Goldene Cedergrene-Medaille (Stockholm)
- 1925: Ehrenbürger der Technischen Hochschule Karlsruhe und ordentliches Mitglied der Akademie der Wissenschaften Berlin
- 1929: Goldene Heinrich-Hertz-Medaille
- 1930: Slaby-Plakette des Deutschen Funktechnischen Verbandes
- 1931: Ehrenmitglied der American Academy of Arts and Sciences, Boston
- 1933: Gauß-Weber-Gedenkmünze der Universität Göttingen
- 1935: Korrespondierendes Mitglied der Königlichen Akademie der Ingenieur-Wissenschaften zu Stockholm
- 1949: Präsident der Akademie der Wissenschaften und der Literatur in Mainz
- 1951: Honorarprofessor der Universität Mainz
- 1953: Großes Verdienstkreuz mit Stern des Verdienstordens der Bundesrepublik Deutschland
- Ehrensenator der Technischen Universität Berlin-Charlottenburg
- Ehrenmitglied des Verbandes Deutscher Elektrotechniker und des Elektrotechnischen Vereins e. V., Berlin
- Ehrendoktorwürde der Universität Stockholm
- Ehrenpräsident der Technischen Hochschule Darmstadt

## Werke
- Elektromagnetische Ausgleichsvorgänge in Freileitungen und Kabeln. Teubner, Leipzig 1908.
- Dielektrische Eigenschaften von verschiedenen Isolierstoffen. (Mitteilung aus dem Kaiserlichen Telegraphen-Versuchsamt.) Springer, Berlin 1914.
- Induktionswirkungen von Wandlerwellen in Nachbarleitungen. (Mitteilung aus der Physikalisch-Technischen Reichsanstalt.) Springer, Berlin 1914.
- Über Präzisionswiderstände für hochfrequenten Wechselstrom. (Mitteilung aus der Physikalisch-Technischen Reichsanstalt. 2. Mitteilung.) Springer, Berlin 1915.
- Die wissenschaftlichen Grundlagen des Rundfunkempfangs. Springer, Berlin 1927.
- Les Propriétés des matières isolantes électrotechniques et leur mesure. Paris 1932.
- Das lärmfreie Wohnhaus. VDI, Berlin 1934.
- Ein neues elektrisches Sprechgerät zur Nachbildung der menschlichen Vokale. Verlag der Akademie der Wissenschaften, Berlin 1936.
- Operatorenrechnung nebst Anwendungen in Physik und Technik. Barth, Leipzig 1940.
- Einführung in die Lehre von den Schwingungen und Wellen. Dieterich’sche Verlagsbuchhandlung, Wiesbaden 1947.
- Bau und Entstehung des Weltalls. Vieweg, Braunschweig 1949.
- mit W. Kossel und F. Hund: Das Molekül und der Aufbau der Materie. Vieweg, Braunschweig 1949.
- Operatorenrechnung und Laplacesche Transformation nebst Anwendungen in Physik und Technik. 3. Auflage. Bearbeitet von Alfred Thomas. Barth, Leipzig 1962.
- Elektromagnetische Wellen; Eine Einführung in die Theorie als Grundlage für ihre Anwendung in der elektrischen Übertragungstechnik. Birkhäuser, Basel 1953.
- Archiv der elektrischen Übertragung.  Band 4 (1950), Band 15 (1961), Band 16 (1962).